# 秋山実
秋山 実（あきやま みのる 1930年12月14日 - ）は、日本の写真家。偏光顕微鏡写真、ミクロアート等で知られる。

## 略歴
- 東京出身[1]
- 青山学院大学文学部英米文学科卒業
- 桑沢デザイン研究所リビングデザイン研究科卒業
- 1965年からフリーの写真家となり全国カレンダー展、全国ポスター展などで賞を受賞。千葉工業大学、東京工芸大学（短期大学部）などで非常勤講師も務めた。